# Резолюция 225 на Съвета за сигурност на ООН
Резолюция 225 на Съвета за сигурност на ООН е приета единодушно на 14 октомври 1966 г. по повод молбата на Лесото за членство в ООН. С Резолюция 224 Съветът за сигурност препоръчва на Общото събрание на ООН Лесото да бъде приет за член на Организацията на обединените нации.